# Objaw Brudzińskiego
Objaw Brudzińskiego – objaw należący do grupy objawów oponowych obecny u 5% dorosłych z zapaleniem opon mózgowo rdzeniowych.
Jako objawy Brudzińskiego określa się opisane przez Józefa Brudzińskiego objawy:
- karkowy (górny) – przy biernym przygięciu głowy do klatki piersiowej występuje zgięcie kończyn dolnych w stawach kolanowych i biodrowych
- policzkowy – ucisk na policzek poniżej kości jarzmowej powoduje zgięcie kończyn górnych w stawach ramieniowych i łokciowych
- łonowy (dolny) – ucisk na spojenie łonowe powoduje zgięcie kończyn dolnych w stawach kolanowych i biodrowych[2][3].